# McDonald, Ohio
McDonald là một làng thuộc quận Trumbull, tiểu bang Ohio, Hoa Kỳ. Năm 2010, dân số của làng này là 3263 người.

## Dân số
- Dân số năm 2000: 3481 người.
- Dân số năm 2010: 3263 người.